# دينا سعد
دينا سعد هي بطلة رفع أثقال وأول امرأة تمثل مصر دوليًا في هذه الرياضة. تعمل كمساعد لمدرب فريق النساء لرفع الأثقال. حصلت على الميدالية الذهبية في بطولة رفع الأثقال العالم 2015 في الولايات المتحدة، لتصبح أول بطلة عالم مصريات في رفع الأثقال. في عام 2012، طالبت دينا المشاركة في بطولات رفع الأثقال، حتى تمت الموافقة عليه في وقت لاحق. وقد ساهم طلب دينا في فتح الباب وإتاحة الفرصة للفتيات الراغبات في الاشتراك في بطولات رفع الاثقال الوطنية.